# Glena nigricaria
Glena nigricaria är en fjärilsart som beskrevs av Barnes och Mcdunnough 1913. Glena nigricaria ingår i släktet Glena och familjen mätare. Inga underarter finns listade i Catalogue of Life.